# Ànec galtablanc
L'ànec galtablanc (Speculanas specularis) és una espècie d'ocell de la família dels anàtids (Anatidae) que habita rius de muntanya i llacs a zones forestals dels Andes, al sud de Xile i de l'Argentina, arribant fins a la Terra del Foc. És l'única espècie del gènere Speculanas (von Boetticher, 1929).